# Bob McLeod (Radsportler)
Robert „Bob“ McLeod (* 5. Mai 1913 in Toronto; † 3. Juli 1958 ebenda) war ein kanadischer Radrennfahrer und nationaler Meister im Radsport.

## Sportliche Laufbahn
McLeod war im Straßenradsport und im Bahnradsport aktiv. 1931 begann er mit dem Radsport. 1936 startete er bei den Olympischen Sommerspielen in Berlin. In der  Mannschaftsverfolgung kam Kanada mit Lionel Coleman, George Crompton, George Turner und Bob McLeod auf den 9. Rang. Im 1000-Meter-Zeitfahren wurde er 15. des Wettbewerbs. 
Bei den nationalen Meisterschaften im Bahnradsport 1933 gewann er drei Disziplinen: die Rennen über eine halbe Meile, eine Meile und zwei Meilen. Bei den Commonwealth Games 1934 in London siegte er im Punktefahren, im 1000-Meter-Zeitfahren holte er hinter Edgar Gray die Silbermedaille. Im Jahr 2015 wurde er zum Mitglied der Sports Hall of Fame von Kanada ernannt.